# Urban Camenzind
Urban Camenzind (* 11. August 1965; heimatberechtigt in Gersau) ist ein Politiker (CVP) des Schweizer Kantons Uri.

## Leben
In den Jahren 2000 bis 2006 war er im Gemeinderat von Bürglen tätig, davon vier Jahre Gemeindepräsident. Ab 2007 war er sowohl in der Rechnungsprüfungskommission als auch im Landrat des Kantons Uri als Vertreter von Bürglen tätig. Ab 2009 bezog Camenzind als Mitglied das Landratsbüro. Seit 2012 hat er das Amt des Urner Regierungsrats inne und steht der Volkswirtschaftsdirektion vor.
Urban Camenzind kandidierte bei den Regierungsratswahlen vom 3. März 2024 für eine weitere Legislatur (2024 bis 2028) und schaffte die Wiederwahl im ersten Wahlgang.
Camenzind ist verheiratet.